# 성 요한 신학자 수도원
성 요한 신학자 수도원(그리스어: Μονή του Αγίου Ιωάννου του Θεολόγου)은 1088년 파트모스섬 호라에 세워진 그리스 정교회 수도원이다. 성 요한 신학자 수도원은 묵시의 말씀을 받았을 때 이 섬에서 살았던 묵시록의 저자 성 요한 신학자의 이름을 따서 붙여졌다. 설립 이래로 수도원은 순례지이자 그리스 정교회 학습과 예배의 장소였다. 수도원은 수도원 요새 주변에 건설된 호라의 지역 사회를 설립 때부터 통합했다는 점에서 독특하다. 초기 그리스도교 시기로 거슬러 올라가는 종교적 의식은 오늘날 여전히 수도원 내에서 거행되고 있다. 수도원은 신성한 중요성, 중단되지 않은 건축적 진화성, 초기 기독교 관습의 탁월한 보존성으로 인해 호라 마을 및 인근 묵시동굴과 함께 1999년 유네스코 세계유산으로 지정되었다.

## 역사
1088년, 동로마 제국의 황제 알렉시오스 콤니노스는 수도자 크리스토둘로스 라티리노스에게 파트모스섬을 주었다. 수도원의 대부분은 3년 후 크리스토둘로스가 완공했다. 그는 셀주크 투르크와 해적의 위험 때문에 외부를 심히 요새화했다. 수도원의 가장 오래된 부분은 11세기에 지어진 카톨리콘(본당)과 식당이다. 카톨리콘은 동로마 제국 교회의 전형적인 모양으로, 정사각형 십자가 양식의 돔형을 지니고 있다.대리석으로 정교하게 조각된 바닥은 오푸스 섹틸레 양식이며, 중세의 벽화와 프레스코화가 있다. 수도원의 남쪽에 있는 2층 아케이드는 1698년에 지어졌다.
수도원의 도서관에는 신약성서 사본 82권을 포함하여 최소 330권(양피지 사본 267권)의 사본이 소장되어 있다. 소문자 사본: 1160–1181, 1385–1389, 1899, 1901, 1966, 2001–2002, 2080–2081, 2297, 2464–2468, 2639, 2758, 2504, 2639, 그리고 전례성서들.
수도원에 있는 성유물 중에는 성 토마스 사도의 두개골이 있다.

## 갤러리
- 수도원 내부
- 파스카 기간 성 요한 신학자 수도원에 있는 사람들
- 성 요한 신학자 수도원에 들어가는 정교회 사제들

- 성 요한 신학자 수도원에서 촛불을 켜는 소녀들
- 성 요한 신학자 수도원의 정교회 사제들

## 같이 보기
- 묵시동굴
- 코덱스 페트로폴리타누스 푸르푸레우스
- 소문자 사본 2464
- 대문자 사본 0150
- 대문자 사본 0151